# 関根小郷
関根 小郷（せきね こさと、1905年12月3日 - 1993年9月30日）は、日本の裁判官。最高裁判所判事。栃木県出身。

## 概要
1929年（昭和4年）東京帝国大学法学部を卒業。東京、横浜各地裁で予備判事、東京地裁判事をした後で、満州国最高法院審判官。敗戦後、新京（長春）で戦乱に遭う。帰国後に東京地裁判事。後に最高裁民事局長や行政局長や総務局長などを務め、前橋地・家裁所長、東京高裁判事、横浜地裁所長を歴任。
1963年（昭和38年）7月に最高裁判所事務総長に就任。事務総長時代に「最高裁判事は天下の名医。重病人だけ診察すればいい。しかし、今は風邪や腹痛程度の軽症患者まで診察する。もっと上訴をコントロールする制度が必要」と述べた。この関根の考え方は1997年（平成9年）の民事訴訟法改正で上告受理申立制度として反映された。
大阪高裁長官の時は職員が開く週1回の勉強会にも出席していた。形式や無駄が嫌いで、高裁長官時代は年末年始の職員に対する挨拶や年始回りなどをしなかった。
1969年（昭和44年）に最高裁判事に就任。自衛官の息子が隊内で事故死し、損害賠償請求の方法を知らなかった両親が民法上の時効の3年が経過してから訴えを起こした事件（陸上自衛隊事件）では、1975年（昭和50年）2月25日に「国は公務の管理にあたって、公務員の生命、健康など危険から保護するよう配慮する義務があり、この義務を怠ったことによる損害賠償の請求の時効は10年」と判断して、時効成立を認めた一二審を破棄して裁判のやり直しを命じる判決を裁判長として言い渡した。
1975年（昭和50年）12月に定年退官。